# Одинцово (Костромская область)
Одинцово — деревня в Чухломском муниципальном районе Костромской области. Входит в состав Повалихинского сельского поселения

## География
Находится в северной части Костромской области на расстоянии приблизительно 17 км на северо-восток по прямой от города Чухлома, административного центра района.

## История
В 1872 году здесь было учтено 15 дворов, в 1907 году — 31.

## Население
Постоянное население составляло 15 человек (1872 год), 23 (1897), 31 (1907), 4 в 2002 году (русские 100 %), 9 в 2022.